# Eugen Wipf
Eugen Wipf (* 12. Dezember 1916 in Dorf am Irchel, Kanton Zürich; † 31. August 1948 in Zürich) war ein Schweizer Funktionshäftling im SS-Sonderlager Hinzert.

## Leben
Im Dezember 1916 wurde Wipf als Sohn eines Kleinbauern in der Gemeinde Dorf am Irchel geboren. Nach zwei Jahren Sekundarschule war er im Kanton Neuenburg als Stallknecht tätig. Danach begann er im Alter von 16,5 Jahren eine Lehre zum Schmied, brach diese jedoch ab. Wipf schlug sich nun als Handlanger durch. Nach seiner Militärdienstzeit trat er 1936 in den Grenzschutz ein und wurde später wegen Trunkenheit in Arrest genommen. Er konnte aus der Haft entweichen und passierte nach Beginn des Zweiten Weltkrieges im August 1940 die Schweizer Grenze zum Deutschen Reich.
Nachdem Wipf mehrmals straffällig geworden war, wurde er im November 1941 als «unerwünschter Ausländer und Asozialer» im SS-Sonderlager Hinzert im Hunsrück interniert. Dort wurde er im Januar 1942 von der Lagerleitung als Stubenältester eingesetzt. Von Herbst 1943 bis zum 6. Juni 1944 war er Oberkapo. Danach wurde er in die Waffen-SS zur SS-Sondereinheit Dirlewanger übernommen, wo er den Rang eines Unterscharführers erreichte.
Kurz vor Kriegsende wurde er beim Grenzübertritt in die Schweiz im Mai 1945 festgenommen und später inhaftiert. Für mehrere Morde und Gewalttaten gegen Häftlinge verantwortlich gemacht, wurde er von einem Zürcher Schwurgericht am 6. Juli 1948 zu einer lebenslangen Zuchthausstrafe, abzüglich 331 Tage Untersuchungshaft, und zu 8 Jahren Ehrverlust verurteilt. Wipf starb kurz nach der Urteilsverkündung im Universitätsspital Zürich. Todesursache war eine Blutkrankheit.